# Alu Gobhi
Alu Gobhi (Hindi: आलू गोभी, Urdu: آلو گوبی, ālū gobhī, engelsk: Aloo gobi) er en nordindisk og pakistansk ret med kartofler, blomkål og sydasiatiske grøntsager. Den er gul pga. krydderiet Gurkemeje.
I nogle varianter anvendes også sortkommen og 'karry-træ'-blade. I andre indeholder retten
hvidløg , ingefær, løg, frisk koriander, tomater, ærter og spidskommen.
| Mad og drikke | Spire Denne artikel om mad og drikke er en spire som bør udbygges. Du er velkommen til at hjælpe Wikipedia ved at udvide den. |